# قابل الإسبارطيين
قابل الإسبارطيين (بالإنجليزية: Meet the Spartans)‏ هو فيلم كوميدي تم إنتاجه في كندا والولايات المتحدة وصدر في سنة 2008 و هو يقدم محاكاة ساخرة لفلم 300.

## بطولة
- كارمن إلكترا

## القصة
يقود ملك اسبارتا ليونيداس،المسلح بملابس جلدية وخوذة للرأس مجموعة من المحاربين وعددهم 13 من أجل الدفاع عن وطنهم ضد الآلاف من الفرس الغزاة ومن ضمنهم شبح رايدر، روكي بالبوا، الأوتوبوت، وأحدب قبيح يمثل باريس هيلتون، وبريتني سبيرز حليقة الرأس.

## الميزانية والإيرادات
بلغت تكلفة إنتاج الفيلم حوالي 30 مليون دولار بينما حقق أرباحا تقدر بـ 84,646,831 دولار.

## وصلات خارجية
- الموقع الرسمي
- قابل الإسبارطيين على موقع IMDb (الإنجليزية)
- قابل الإسبارطيين على موقع ميتاكريتيك (الإنجليزية)
- قابل الإسبارطيين على موقع روتن توميتوز (الإنجليزية)
- قابل الإسبارطيين على موقع نتفليكس (الإنجليزية)
- قابل الإسبارطيين على موقع قاعدة بيانات الأفلام العربية
- قابل الإسبارطيين على موقع ألو سيني (الفرنسية)
- قابل الإسبارطيين على موقع Turner Classic Movies (الإنجليزية)
- قابل الإسبارطيين على موقع أول موفي (الإنجليزية)
- قابل الإسبارطيين على موقع بوكس أوفيس موجو (الإنجليزية)
- قابل الإسبارطيين على موقع فيلمافينيتي (الإسبانية)